# Narthecura branneri
Narthecura branneri är en stekelart som först beskrevs av Charles Thomas Brues 1912.  Narthecura branneri ingår i släktet Narthecura och familjen brokparasitsteklar. Inga underarter finns listade i Catalogue of Life.